# Bazett Island
Bazett Island ist eine Insel im Archipel der Biscoe-Inseln westlich der Antarktischen Halbinsel. Sie liegt rund 2 km südlich des westlichen Endes von Krogh Island im Lewis Sound.
Kartiert wurde sie anhand von Luftaufnahmen der Falkland Islands and Dependencies Aerial Survey Expedition (1956–1957). Das UK Antarctic Place-Names Committee benannte sie nach dem US-amerikanischen Physiologen Henry C. Bazett (1885–1950), einem Pionier der Untersuchung des Temperatursensorik und der Temperaturregulation im menschlichen Körper.